# Ruben Caballero Labajo
Ruben Caballero Labajo (* 24. September 1966 in Talisay) ist ein philippinischer Geistlicher und römisch-katholischer Bischof von Prosperidad.

## Leben
Ruben Caballero Labajo wurde im Stadtteil Poblacion von Talisay geboren und studierte nach dem Abschluss der Oberschule Philosophie und Katholische Theologie am Priesterseminar San Carlos in Cebu City. Am 10. Juni 1994 das Sakrament der Priesterweihe für das Erzbistum Cebu.
Nach Jahren in der Pfarrseelsorge war er von 2014 bis 2019 leitender Seelsorger an der Kathedrale in Cebu City und Dekan sowie Mitglied des diözesanen Personalrats. Ab 2017 gehörte er dem Konsultorenkollegium und dem Priesterrat an. Außerdem war er Bischofsvikar für den Seelsorgebezirk I. Ab 2020 war er Generalvikar des Erzbistums Cebu und leitender Seelsorger der Pfarrei St. Francis of Assisi  in Balamban.
Papst Franziskus ernannte ihn am 23. Juni 2022 zum Titularbischof von Abbir Maius und zum Weihbischof in Cebu. Der Erzbischof von Cebu, Jose Serofia Palma, spendete ihm am 19. August desselben Jahres in der Kathedrale des Erzbistums die Bischofsweihe. Mitkonsekratoren waren der Apostolische Nuntius auf den Philippinen, Erzbischof Charles Brown, und der Bischof von Malolos, Dennis C. Villarojo.
Am 15. Oktober 2024 ernannte ihn Papst Franziskus zum ersten Bischof des mit gleichem Datum errichteten Bistums Prosperidad. Die Amtseinführung fand am 28. Januar des folgenden Jahres statt.